# 米哈伊尔·扎罗夫

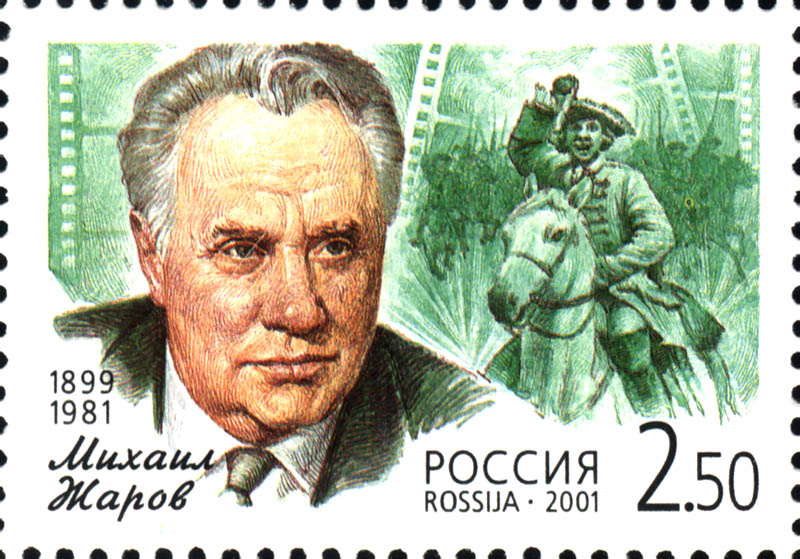
米哈伊尔·扎罗夫

米哈伊尔·伊万诺维奇·扎罗夫（俄語： Михаи́л Ива́нович Жа́ров；1899年10月27日 - 1981年12月15日）是苏联莫斯科小剧院舞台劇演員、电影演员兼导演，曾出演電影火星王后。米哈伊尔·扎罗夫曾三次获得苏联国家奖。 1949年被授予苏联人民艺术家稱號。1950年加入联共（布）。1974年被授予社会主义劳动英雄稱號。 